# チャンネル (テレビ放送)
テレビ放送におけるチャンネル（英語: television channel）は、テレビ放送局またはテレビ放送ネットワーク毎に割り当てられた物理的な伝送路またはそれらを示す論理上の番号。それぞれの番号の示すチャンネル（=伝送路）にはそれぞれの周波数が割り当てられている。
ただし、日本語の文脈では、放送局またはその放送番組、受信機（テレビやチューナー）の選局スイッチ、リモコンキーIDなど放送局を示す番号などの意味が混在して用いられる場合もある。

## 日本

### 概要
日本国内のテレビ放送ではUHF波では13 - 62チャンネル、アナログ放送ではVHF波として1 - 12チャンネル、SHF波（難視聴地域用受信障害対策中継放送）は63 - 80チャンネルとして定義されている。デジタル放送の技術が確立した後は、物理チャンネルとも呼ばれている。
アナログ放送では受信機のチャンネル番号と周波数帯域（周波数の範囲）に付けられた番号は1対1に対応している。デジタル放送の場合、地上波ではアナログ放送の場合と同様に各放送に1〜12のチャンネル番号が割り当てられているがこれはリモコンキーIDとして定義（単にIDと呼ばれる場合もある）されている論理的なチャンネル番号（受信機器側の操作や設定を行うために定められた番号）にあたる。これらの番号が割り当てられた放送で実際に使われている周波数帯域（物理チャンネル）は、アナログ放送でも使われていたのと同じ13〜52チャンネルになっている。衛星放送（BSアナログ放送を除くBSデジタル放送とCSデジタル放送）では周波数帯域番号（物理チャンネル番号）と各放送は1対1に対応しておらず、同一の周波数帯域（物理チャンネル）を複数の放送局（放送事業者）で分割して使用している。このように、デジタル放送（地上デジタル、BSデジタル、CSデジタル）では実際に放送で用いている周波数帯域番号と受信機で操作するチャンネル番号は全く一致していない。実際の割り当ての詳細はテレビ周波数チャンネルを参照。
受信装置（テレビやチューナー）での受信放送局の選局スイッチのこともチャンネルと呼ぶ。スイッチの形体がダイアル方式からボタン方式になった後も一般的には引き続き使用されているが、シャープなどの一部メーカーでは「選局」となっている場合がある。また受信装置での操作では一般的には選局スイッチと視聴できる放送が1対1であることから、放送に用いている周波数帯域につけた番号の意味の他にも1つの放送を「チャンネル」とも呼ぶ。
このように「チャンネル」はテレビ局すなわち放送事業者を指すこともあるが、特に衛星放送の委託放送事業者は「テレビ局」よりも「チャンネル」と呼ばれることが多い。これは放送設備を持つ受託放送事業者がテレビ局に当たるからという解釈によるもの。
以上のようにテレビ放送の「チャンネル」には厳密には複数の異なった意味があるので、用法や解釈上で混同しないように注意が必要である。
なお、地上波放送の場合、地域によって視聴できるチャンネルの数は異なる。
例えば、東京を中心にした関東地方では最高12チャンネル分が放送されている（放送法による県域放送などの放送対象区域の関係上、実質的には同時に受信できるのは最大9チャンネル、アナログ放送のVHFアンテナのみの受信の場合は最大7チャンネルである）。関西地方では平均8チャンネル（アナログ放送のVHFは最大6チャンネル）、北海道・中京地方・岡山県・香川県・福岡県では7チャンネル（VHFは最大で4〜5チャンネル）なのに対して青森県・富山県・山陰地方・高知県・大分県等では県外波を対象にしない限りは最大5チャンネル（NHK2チャンネル+民放3チャンネル）、山梨県・福井県・宮崎県では同様の観点で最大4チャンネル（NHK2チャンネル+民放2チャンネル）、徳島県・佐賀県では同様の観点で最大3チャンネル（NHK2チャンネル+民放1チャンネル）である。

### テレビ放送用チャンネル番号と周波数の対応
- 1 - 12チャンネル：VHFテレビチャンネル。
- 13 - 62チャンネル：UHFテレビチャンネル。なお、地上波のデジタルテレビ放送はリパック作業（周波数まとめ、日本の地上デジタルテレビ放送を参照）完了後は13 - 52チャンネルのみを使用。
- 63 - 80チャンネル：SHFテレビチャンネル（難視聴地域用。12GHz付近が割り当てられている）。
- BS-1 - BS-23チャンネル（加入者向け空中送信波）：衛星放送用チャンネル（12GHz帯が割り当てられている）。

チューナー本体が受信する周波数とは異なる。詳細はテレビ周波数チャンネル#放送衛星を参照。
- C13 - C22チャンネル：CATVのミッドバンドチャンネル。
- C23 - C63チャンネル：CATVのスーパーハイバンドチャンネル。

アナログ放送においては、混信対策として基本的に同一エリア内で隣接しあうチャンネルは使用しないことや隣接するエリア同士では同一のチャンネルを使用しないという取り決めがある（例：関東地方では2・5・7・9・11チャンネルが空きチャンネルであった）。ただし例外として、3チャンネルと4チャンネルは周波帯が離れているから隣接しても共存できる（例：NHK Eテレ東京の3チャンネルと日本テレビの4チャンネル）。また通常水平偏波の地上波放送に対して垂直偏波を使用することで隣接するチャンネルを使用している場合もあるが、この場合でも周波数の一部が重複するVHF7チャンネルとVHF8チャンネルは共存できない。
アナログ放送では一部地域において放送局同士の混信対策のために±10kHzずらしていた（オフセット周波数。例えば1チャンネルの場合、中心周波数92.99MHz・映像周波数91.24MHz・音声周波数95.74MHzまたは中心周波数93.01MHz・映像周波数91.26MHz・音声周波数95.76MHzで送信している送信所がいくつかある）。また地上デジタルテレビ放送の周波数は全て中心周波数+142.857kHzで送信しているが、オフセット周波数は実施されていない。
各チャンネル番号と周波数の対応の詳細は、テレビ周波数チャンネル#地上基幹放送の物理チャンネルとリモコンキーIDを参照。

## アメリカ
アメリカでは国土面積が広いため、電波塔を建設して地上波を配信するのは効率的ではなく、ケーブルテレビによって多チャンネル化が発達した。